# Pałac Tarnowskich-Sanguszków w Krakowie
Pałac Tarnowskich – zabytkowy pałac znajdujący się w Krakowie, w dzielnicy I Stare Miasto przy ul. Sławkowskiej 13–15, na rogu z ul. św. Marka 13, na Starym Mieście.

## Historia
Pałac powstał z połączenia trzech kamienic, scalonych wspólną fasadą. Były to: kamienica Rezlerowska, Szmidowska i Morsztynowska. Budynek posiada sklepioną, barokową sień, a także barokowe portale (na których znajdują się herby Starykoń i Sulima) oraz portal ozdobiony herbami Szreniawa i Pogoń. 
Przebudowa miała miejsce w latach 1639–1644. Pałac uzyskał wówczas cechy klasycznej miejskiej rezydencji z bogato zdobionymi wnętrzami pierwszego piętra (piano nobile) i reprezentacyjną elewacją. Z czasem w pałacu zgromadzono wartościowe meble i bogate zbiory dzieł sztuki. Na szczególną uwagę zasługiwała cenna galeria obrazów włoskich i flamandzkich mistrzów, która wzmiankowana była w opisach zabytków Krakowa jeszcze w okresie międzywojennym. Po obu stronach portalu zdobiącego bramę rezydencji, znajdują się autentyczne wgłębienia wyżłobione w kamieniu, które służyły do gaszenia w nich pochodni. Na narożu budowli umieszczony był niegdyś żelazny łańcuch zamykający ulicę podczas oblężenia miasta. Do dzisiaj dotrwał jedynie żelazny kabłąk. Łańcuchy musiały być także rozpinane na noc, a właściciele posesji zobowiązani byli do zamykania ich na ogromne kłódki. W 1679 roku zanotowano, że w Krakowie znajdowały się jeszcze dwa łańcuchy do zamykania przecznic i dziesięć łańcuchów przykowanych do kamienic.